# Роланд Андерсон
Роланд Андерсон (англ. Roland Anderson; 18 листопада 1903, Бостон, Массачусетс, США — 29 жовтня 1989, Лос-Анджелес, Каліфорнія, США) — американський артдиректор. Роланд 15 разів був номінований на премію «Оскар», але жодного разу не став переможцем.

## Вибрана фільмографія
- 1932: Прощавай, зброє! / A Farewell to Arms
- 1935: Життя Бенгальського улана / Lives of a Bengal Lancer
- 1937: Душі на морі / Souls at Sea
- 1940: Північно-західна кінна поліція / North West Mounted Police
- 1942: Візьми листа, кохана / Take a Letter, Darling
- 1942: Збереш бурю / Reap the Wild Wind
- 1945: Любовні листи / Love Letters
- 1952: Керрі / Carrie
- 1954: Сільська дівчина / The Country Girl
- 1954: Червоні підв'язки / Red Garters
- 1960: Це почалось у Неаполі / It Started in Naples
- 1961: Сніданок у Тіффані / Breakfast at Tiffany's
- 1962: Голуб, який захопив Рим / The Pigeon That Took Rome
- 1963: Любов з відповідним незнайомцем / Love with the Proper Stranger
- 1963: Приходь дути в свій горн / Come Blow Your Horn